# Denis Johnson
Pour les articles homonymes, voir Johnson et Denis Johnson (homonymie).

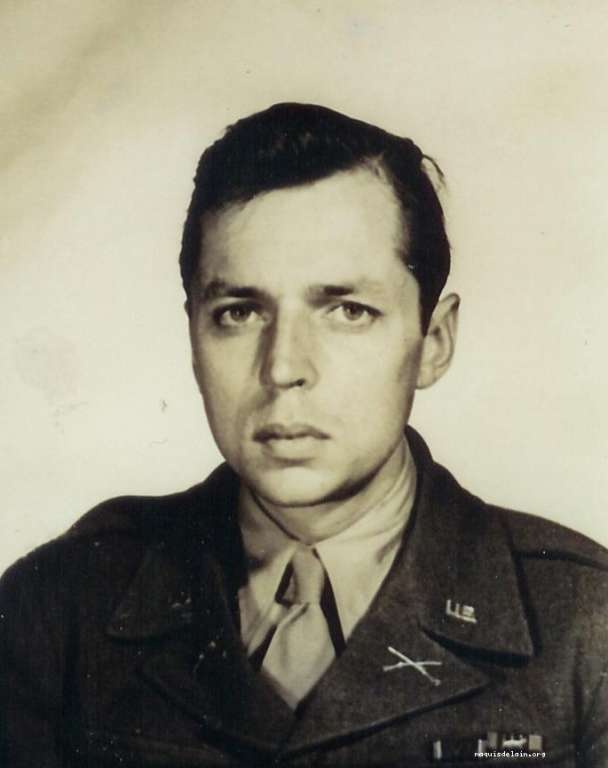
Owen Denis Johnson

Denis Johnson (1918-1993) fut, pendant la Seconde Guerre mondiale, un agent secret américain du Special Operations Executive. Premier américain à être envoyé en France par le SOE, il fut opérateur radio du réseau MARKSMAN d’octobre 1943 à la libération, dans les départements de Haute-Savoie et de l’Ain. Les maquisards le connaissaient sous le pseudo de Paul.

## Identités
- État civil : Owen Denis Johnson
- Comme agent du SOE, section F :
  - Nom de guerre (field name) : « Gaël »
  - Nom de code opérationnel : POET
  - Nom de code du Plan, pour la centrale radio : KIMONO
  - Autre pseudo : capitaine Paul (maquis de l’Ain).

Parcours militaire US : COI puis OSS ; grade : captain. Détaché au SOE, section F.
Pour accéder à une photographie de Denis Johnson, se reporter à la section Bibliographie en fin d'article.

## Famille
- Son père : Owen Johnson (1878-1952), écrivain
- Son grand-père : Robert Underwood Johnson, ambassadeur des États-Unis en Italie.

## Éléments biographiques
Denis Johnson naît le 2 mai 1918 à Stockbridge, Maine. Il fait ses études à Yale et à Sciences Po de Paris.
Étant reporter à Time magazine au Maroc au début de la guerre, il écrit un rapport de situation complet sur la region et sur la faiblesse de ses défenses, ce qui le conduit à être recruté par l’OSS en avril 1942. Il suit l’entraînement, puis est envoyé sur le terrain.
Mission en France.
Définition de la mission : opérateur radio du réseau MARKSMAN de Richard Heslop « Xavier ».
Dans la nuit du 18/19 octobre 1943, l'équipe du réseau MARKSMAN (Richard Heslop « Xavier » chef du réseau ; Owen Denis Johnson « Gaël », capitaine américain, opérateur radio ; Elizabeth Devereaux-Rochester, courrier) est déposée dans le Jura, sur le terrain ORION, en même temps que Jean Rosenthal « Cantinier », délégué de la France libre. 
Il rejoint la Haute-Savoie, puis, en janvier 1944, il arrive au maquis de l'Ain et du Haut-Jura, à la ferme du Fort à Brénod.
Après la guerre, il s'installe à Châtillon-sur-Chalaronne.
Il meurt en 1993. Ses cendres ont été déposées au pied du monument de la prairie d'Échallon.

## Reconnaissance

### Distinctions
- France : chevalier de la Légion d'honneur, Médaille de la Résistance ;
- Royaume-Uni : Military cross ;
- États-Unis : Distinguished Service Cross

### Monuments
- Le Monument de la prairie d’Échallon a été érigé en reconnaissance pour l'aide apportée par les Ailes Alliées pour la Libération de la France. Ses cendres y ont été déposées[3]. Chaque année, le premier dimanche de juillet, une cérémonie commémorative y est organisée par les anciens des maquis de l’Ain et l’amicale du Haut Jura.